# Nicholson Street
Nicholson Street is een straat in Melbourne, Australië. De straat loopt van noord naar zuid door Melbourne. Het noordelijke uiteinde gaat over in Albion Street en het zuidelijke uiteinde eindigt bij Spring Street, nabij het kruispunt met Bourke Street. De straat is vernoemd naar William Nicholson. Enkele bekende plekken bevinden zich aan Nicholson Street, waaronder Carlton Gardens, het Melbourne Museum en het St Vincent's Hospital.
De straat vormt de grens tussen Carlton en Fitzroy evenals tussen Carlton North en Fitzroy North. Het noordelijke deel van de straat bevindt zich in Brunswick East.
De City Circle Tram rijdt van Spring Street via Nicholson Street en Victoria Street naar La Trobe Street.

## Foto's

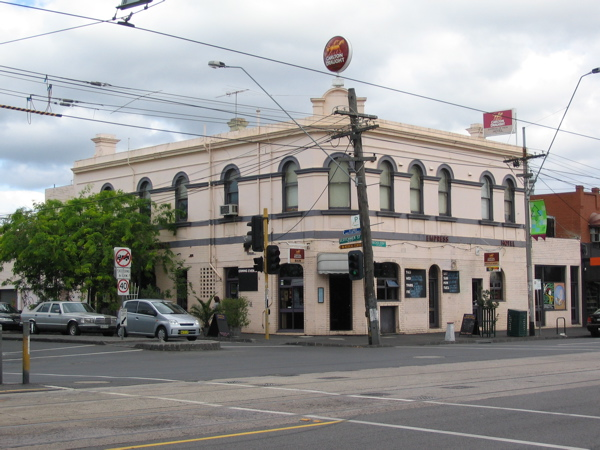
Empress Hotel.
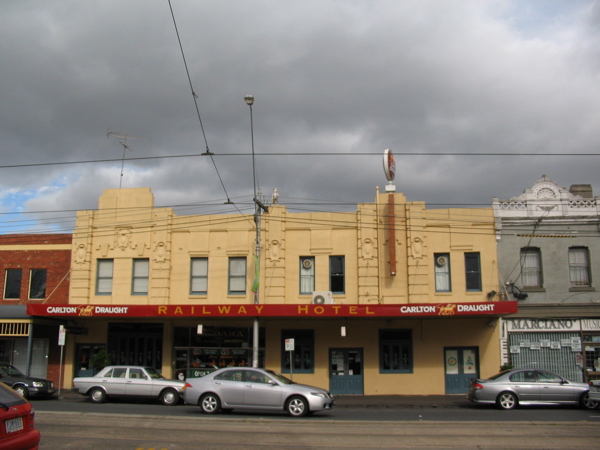
Railway Hotel.
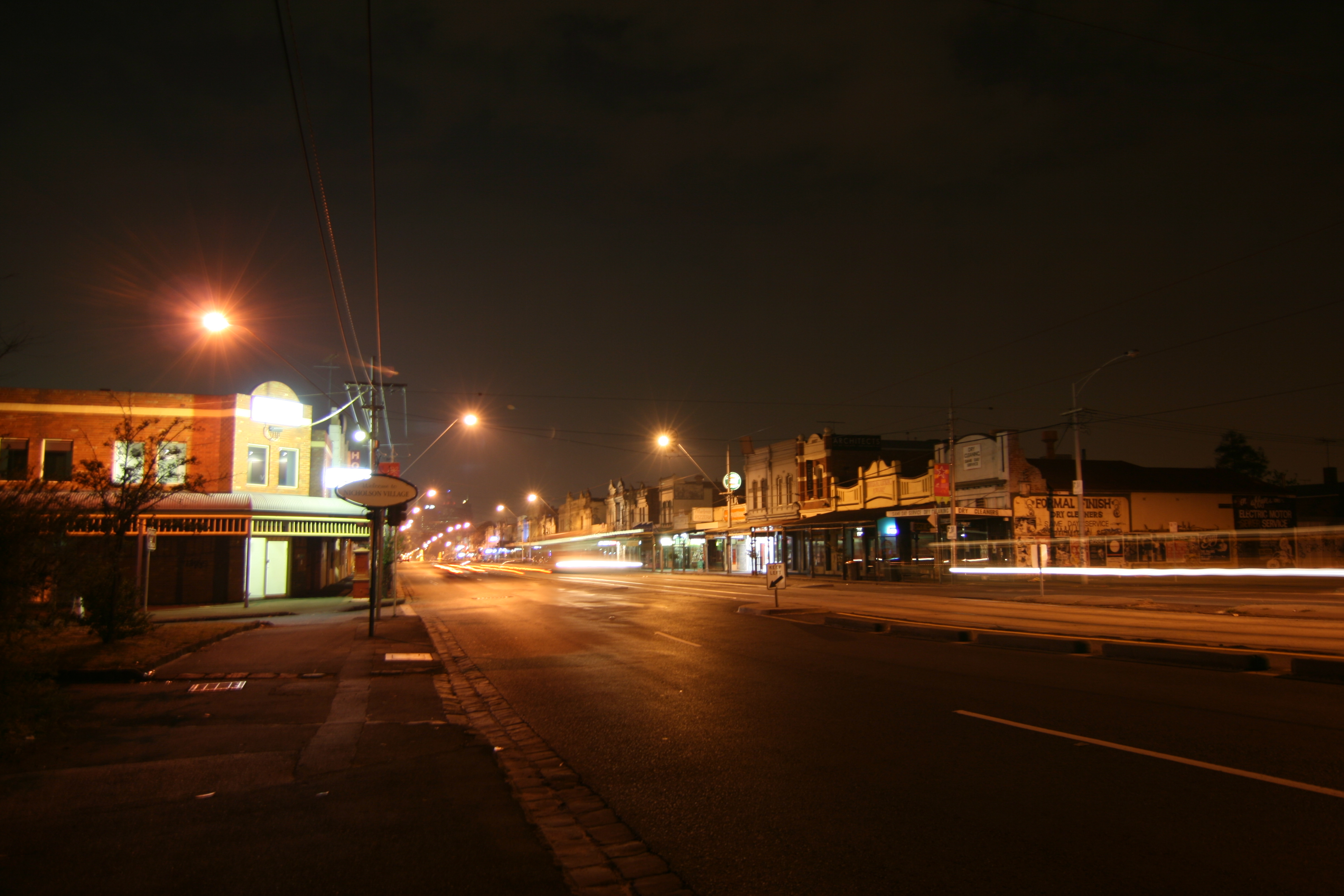
Nicholson Street, 's nachts.